# Tora Sandström
Emma Victoria "Tora" Sandström, född 12 mars 1886 i Arnäs socken, död 25 oktober 1949 i Stockholm, var en svensk psykoterapeut och psykoanalytiker. Hon var en av de allra tidigaste psykoanalytikerna i Sverige. Redan på 1930-talet startade hon en privat psykoterapeutisk mottagning.

## Biografi
Tora Sandströms familj bedrev jordbruk, fadern hette Johan och modern Katarina Charlotta. Tora Sandström utbildade sig vid Högre lärarinneseminariet och arbetade som lärare i Hamburg och i Sverige. Hon vidareutbildade sig inom filosofi och psykoanalys. Hon avlade en licentiatexamen i filosofi men disputerade aldrig.
Tora Sandström intresserade sig för psykoanalys och vistades under 1920-talet och 1930-talets första år i Wien där hon bedrev studier i ämnet. Hon fortsatte sina studier då hon kom tillbaka till Stockholm. Hon gick i så kallad utbildningsanalys hos Alfhild Tamm och deltog vid bildandet av Finsk-Svenska psykoanalytiska föreningen år 1934. Svenska psykoanalytiska föreningen var initialt en relativt liten sammanslutning och Tora Sandström var enligt föreningens protokoll en av relativt få stadigt aktiva vid föreningens möten under 1940-talet. Då hon inte hade en medicinsk utbildning benämndes hon lekmannaanalytiker. Under 1940-talet föreläste hon om medicinsk psykologi för läkare och medicinare vid Serafimerlasarettet i Stockholm. Hon verkade således i gränslandet mellan medicin, psykologi och pedagogik. Vid samma tid bidrog hon aktivt till att påverka dåvarande Medicinalstyrelsen att erkänna den kliniska psykologiska praktiken och psykologyrket som egen verksamhet snarare än en hjälpverksamhet till medicinen. Tora Sandström var inte ensam om att driva denna fråga. Hennes ansträngningar var dock avsevärda och betydelsefulla. År 1954 bildades Sveriges Psykologförbund som drev frågor om utbildning, yrkesetik och legitimation.
År 1935 publicerades hennes bok En psykoanalytisk kvinnostudie: Ernst Ahlgren – Victoria Benedictsson på Albert Bonniers Förlag. Boken fick ett blandat mottagande. Den framställdes dels som nyskapande, dels som alltför ”freudiansk”. Tora Sandström önskade att hennes text skulle utgöra underlag för en doktorsavhandling vid Lunds universitet men detta accepterades inte. Utifrån sitt intresse för filosofi skrev hon boken Begreppsanalys på avvägar, utgiven av Natur & Kultur år 1944. Den innefattar kritik av de ståndpunkter hennes forne filosofilärare Adolf Phalén framfört. Boken recenserades i internationella vetenskapliga journaler men fick inget genomslag. Tora Sandström publicerade sig i vetenskapliga journaler såsom Acta Psychiatrica Scandinavica. Hon bidrog även till populärvetenskapliga böcker såsom Själens läkarbok, 1943. Hennes bok Självhävdelse och neuros. En psykoanalytisk nyorientering gavs ut 1945 på Natur & Kultur. Den hade publicerats på tyska sex år tidigare och även getts ut på Bonniers förlag, men inte heller den tycks ha fått något genomslag.
Redan på 1930-talet startade Tora Sandström en privat mottagning där hon bedrev psykologisk konsultation, behandling och psykoterapi. Vid denna tid hade inget av dessa begrepp definierats och det fanns inga legitimerande utbildningar för vare sig kliniska psykologer eller psykoterapeuter. Tora Sandström hade sin grundutbildning i klassisk psykoanalys, baserad på Sigmund Freuds teorier, begrepp och metoder, men kom efterhand att arbeta alltmer utifrån Alfred Adlers individualpsykologi, som lägger vikt vid människors känslor av underlägsenhet och dessa som grogrund för maktanspråk och aggressioner, både i sina skrifter och i sin kliniska praktik.